# Агилар, Рубен
Рубен Агилар (фр. Ruben Aguilar; род. 26 апреля 1993, Гренобль) — французский футболист, защитник клуба «Ланс». Выступал за сборную Франции.

## Клубная карьера
Родился 26 апреля 1993 года в Гренобле. Отец — испанец, мать — француженка.
Занимался в академиях футбольных команд «Сен-Симеон-де-Бресьё» (1999—2005) и «Гренобль» (2005—2011).
В 2011 году перешёл в «Сент-Этьен», где играл за вторую команду в четвёртом по силе дивизионе Франции. Летом 2013 года вернулся в «Гренобль». В составе команды дебютировал 14 сентября 2013 года в матче против «Мариньяна» (1:0). Агилар вместе с командой занял третье место в Насьонале 2 сезона 2013/14. Следующий сезон Агилар начал в стане «Осера» из Лиги 2. Его дебют в футболке команды состоялся 1 августа 2014 года в домашней игре против «Гавра» (2:0). Вместе с командой дошёл до финала Кубка Франции 2014/15, где «Осер» уступил «Пари Сен-Жермену» с минимальным счётом (0:1). Всего в составе «Осера» футболист выступал на протяжении трёх сезонов.
Летом 2017 года на правах свободного агента подписал контракт с «Монпелье». В чемпионате Франции дебютировал 12 августа 2017 года в матче против «Тулузы» (0:1). За «Монпелье» Агилар отыграл два полных сезона.
В августе 2019 года защитник подписал пятилетний контракт с «Монако». По данным издания L’Équipe его трансфер обошёлся клубу в 8 миллионов евро. Дебют в составе «монегасков» состоялся 9 августа 2019 года в матче против «Лиона» (0:3). После удаления в матче 12-го тура сезона 2019/20 против «Сент-Этьена» (0:1), Агилар ударил ногой аппаратуру систему видеопомощи арбитрам (VAR).

## Карьера в сборной
В составе национальной сборной Франции дебютировал 11 ноября 2020 года в товарищеском матче против Финляндии (0:2).

## Достижения
«Осер»
- Финалист Кубка Франции: 2014/15

## Статистика
| Клуб             | Сезон            | Лига             | Лига  | Лига | Кубок | Кубок | Кубок лиги | Кубок лиги | Всего | Всего |
| Клуб             | Сезон            | Дивизион         | Матчи | Голы | Матчи | Голы  | Матчи      | Голы       | Матчи | Голы  |
| ---------------- | ---------------- | ---------------- | ----- | ---- | ----- | ----- | ---------- | ---------- | ----- | ----- |
| Гренобль         | 2013/14          | Насьональ 2      | 16    | 0    | 0     | 0     | 0          | 0          | 16    | 0     |
| Осер             | 2014/15          | Лига 2           | 29    | 0    | 6     | 0     | 3          | 0          | 38    | 0     |
| Осер             | 2015/16          | Лига 2           | 22    | 0    | 0     | 0     | 0          | 0          | 22    | 0     |
| Осер             | 2016/17          | Лига 2           | 30    | 0    | 4     | 1     | 1          | 0          | 35    | 1     |
| Осер             | Всего            | Всего            | 81    | 0    | 10    | 1     | 4          | 0          | 95    | 1     |
| Монпелье         | 2017/18          | Лига 1           | 31    | 0    | 3     | 0     | 4          | 0          | 38    | 0     |
| Монпелье         | 2018/19          | Лига 1           | 29    | 1    | 1     | 0     | 0          | 0          | 30    | 1     |
| Монпелье         | Всего            | Всего            | 60    | 1    | 4     | 0     | 4          | 0          | 68    | 1     |
| Монако           | 2019/20          | Лига 1           | 19    | 0    | 2     | 0     | 2          | 1          | 23    | 1     |
| Монако           | 2020/21          | Лига 1           | 10    | 1    | 0     | 0     | —          | —          | 10    | 1     |
| Монако           | Всего            | Всего            | 29    | 1    | 2     | 0     | 2          | 1          | 33    | 2     |
| Всего за карьеру | Всего за карьеру | Всего за карьеру | 186   | 2    | 16    | 1     | 10         | 1          | 212   | 4     |